# Białka (Gostynin)
Pour les articles homonymes, voir Białka.
Białka (prononciation : [ˈbjau̯ka]) est un village polonais de la gmina de Szczawin Kościelny dans le powiat de Gostynin de la voïvodie de Mazovie dans le centre-est de la Pologne.

## Histoire
De 1975 à 1998, le village appartenait administrativement à la voïvodie de Płock.